# Baunaht

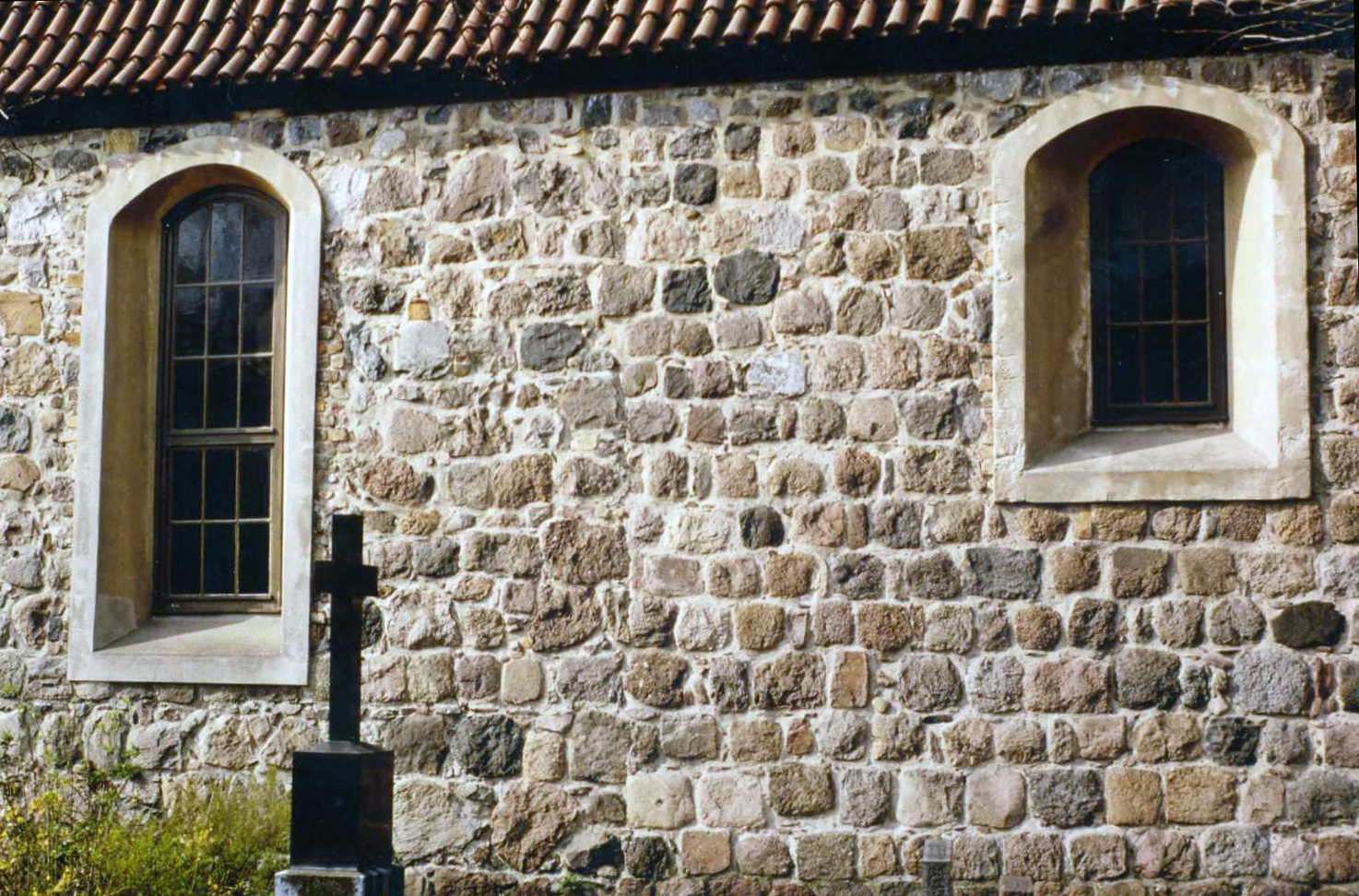
Baunaht zwischen dem sorgfältigen Quadermauerwerk des 13. Jahrhunderts und der nachlässigeren Arbeit des 14. Jahrhunderts an der Dorfkirche Giesensdorf

Als Baunaht oder Baufuge wird die am Mauerwerk erkennbare Linie zwischen zwei Flächen eines Bauwerks bezeichnet, die zwei unterschiedliche Bauphasen erkennen lässt. Sie kann dabei auf einen Umbau oder Anbau, auf lange Zeiten des Baustillstands, aber auch auf einen Planwechsel innerhalb eines im Übrigen kontinuierlichen Baufortschritts hinweisen. Diese Nähte können sowohl vertikal (etwa bei Anbauten) als auch horizontal (bei Aufbauten und Änderungen der Höhe) verlaufen.
An Bauten aller Epochen sind Baunähte ein besonders wichtiges Hilfsmittel zur Periodisierung und Chronologie. Für die Bauforschung geben sie aufschlussreiche Hinweise auf die jeweilige Baugeschichte, die aus den Urkunden oft nicht lückenlos rekonstruierbar ist. Die Differenzen können das Material betreffen, stilistischer oder baumethodischer Art sein, manchmal bestehen sie nur aus versatztechnischen Abweichungen. Unter dem Verputz verborgene, nur vorübergehend sichtbar gewesene Baunähte, kommen oft bei Restaurierungsarbeiten zum Vorschein oder können bei Forschungsarbeiten etwa durch Bohrungen erschlossen werden.